# 5 (Пийнътс)
Вижте пояснителната страница за други значения на 5.
555 „5“ 95472 е герой в поредицата карикатури Peanuts на Чарлс М. Шулц. Образът дебютира през 1963 и е използван от време на време до 1981. 5 има „коса на иглички“ и понякога носи тениска с числото 5. 95472 е „фамилията“ на семейството (всъщност е пощенският им код, който в реалния живот отговаря на този в Себастопол, Калифорния). 5 постоянно поправя учителката си, че ударението е на 4-ката.
Както веднъж 5 обяснява на Чарли Браун, баща му, необщителен и с мания за значението на числата в живота на хората, сменил имената на всички членове на семейството с числа. Попитан от Луси дали това не е вид протест от страна на г-н 95472, 5 отговаря, че всъщност баща му така се е „предал“. 5 има две сестри с имената 3 и 4. По този случай Чарли Браун изказва преценката си- „Хубави женски имена.“.
3 и 4, две идентични червенокоси момичета (които не бива да се бъркат с Малкото червенокосо момиче), се почвяват в малко на брой карикатури от поредицата, но и двете участват наред с 5 в A Charlie Brown Christmas, но нямат реплики.